# Kiwix
O Kiwix é um software livre com licença GPL 3 capaz de ler em modo offline conteúdos da Wikipédia. O objectivo principal deste projecto é brindar aos usuários a possibilidade de aceder ao conhecimento promovido pelos artigos da Wikipédia de maneira offline, ou seja, sem a necessidade de usar a internet obrigatoriamente para poder ter acesso aos mesmos.
Assim, o Kiwix torna-se importante onde o acesso aos dados da rede é limitado ou restricto, como por exemplo: zonas de segurança; zonas de má cobertura de sinal; países subdesenvolvidos e com escassos recursos para prover uma boa rede de comunicação; grupos de pessoas com poucos recursos para o acesso à internet; escolas; associações juvenis; entre outros.
O Kiwix já desenhou até uma versão especial para a organização SOS Children's Villages International, e tem crescido a sua utilização em locais com necessidades sociais e humanas. Existe aplicativo para telefones com sistema operacional Android, disponível gratuitamente na loja de aplicativos.
O Kiwix é hoje também o leitor offline oficial da Wikipédia e da Wikimedia Foundation. A Wikipédia completa, em língua portuguesa, com imagens, gera um ficheiro com cerca de 12 GB; sem imagens, cerca de 5.6 GB. Atualmente, o Kiwix não só está capacitado para lidar com os conteúdos da Wikipédia, como também da Wikimédia. Além disso, possui a capacidade para funcionar como servidor HTTP.

## Características
- Lê artigos da Wikipédia.
- Suporta conteúdos Wikimédia.
- Realiza procuras dinâmicas nos conteúdos com navegação autónoma.
- Pode-se descarregar com ou sem imagens.
- Pode ser usado como servidor local Web.
- É compatível com vários sistemas operativos Linux e outros.
- Existe aplicativo para telefones com sistema operacional Android, disponível gratuitamente na loja de aplicativos.